# Província de Modesto Omiste

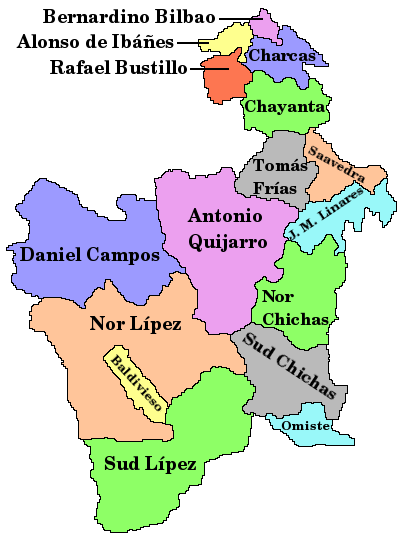
Les províncies del Departament de Potosí

La província de Modesto Omiste és una de les 16 províncies del Departament de Potosí, a Bolívia. La seva capital és Villazón.